# Michel Lévy-Provençal
 (mars 2020).
Michel Levy Provençal est un entrepreneur français fondateur de TEDxParis, la première conférence TEDx créée d’Europe. Ingénieur de formation, il est né le 25 novembre 1973 à Casablanca (Maroc),.

## Biographie
Michel Levy Provençal est l'un des fondateurs du site d'informations Rue89 et est directeur du studio multimédia et chargé du développement numérique de la chaîne d'information France 24 de mai 2007 à novembre 2010.
En mars 2008, à cause d'un désaccord sur la ligne éditoriale du journal et la stratégie adoptée par la direction, il décide de céder ses parts et quitter Rue89. Il s'en explique dans un billet qui crée la polémique.
En mai 2009, il fonde TEDx Paris, la conférence française sous licence TED qu'il organise et anime depuis, chaque année.
Il quitte France 24 en novembre 2010 pour créer Joshfire, une agence consacrée au développement d'objets connectés.
En 2012, il crée avec plusieurs membres de l'équipe TEDxParis, l'agence éditoriale Brightness spécialisée dans le coaching d'intervenants et l'accompagnement des entreprises dans leur démarche de transformation.
En 2014, il lance L'Échapée Volée, un do tank.
En 2018, il crée Boma, un réseau global consacré à l'innovation d'impact dont il pilote la filiale française, Boma France, jusqu’en mars 2022.
Chroniqueur récurrent aux Echos et sur BFM Business et producteur de contenus, son activité professionnelle se concentre sur la réalisation de conférences et d'ateliers de prospective stratégique pour les grandes entreprises.

## Ouvrages
- Pollinisation Sociale, Préface de la version française Diateino, 2010
- Révélez le speaker qui est en vous ! La méthode BRIGTHNESS, Pearson, 2013
- Demain, territoire de tous les possibles. Larousse, 2017
- Les secrets des meilleurs orateurs. Larousse, 2018
- Le monde qui vient en 33 questions. Belin, 2019
- Metaverse, comprendre le monde qui vient. Grasset, 2024